# 卡萨诺斯皮诺拉
卡萨诺斯皮诺拉（義大利語：Cassano Spinola），是意大利亚历山德里亚省的一个市镇。总面积14.96平方公里，人口1875人，人口密度125.3人/平方公里（2009年）。ISTAT代码为006042。